# Rafael Martín Vázquez
Rafael Martín Vázquez (* 25. září 1965, Madrid) je španělský fotbalista, útočný záložník.

## Klubová kariéra
Vázquez je odchovancem Realu Madrid.
V roce 1983 debutoval za Real Madrid Castilla a Real Madrid.
6× vyhrál La Ligu, 2× Copa del Rey, 1× Copa de la Liga, 3× Supercopa de España, 1× Pohár UEFA a 1× Copa Ibroamericana.
Za klub odehrál 179 zápasů a vstřelil 35 gólů.
V roce 1990 přestoupil do Turína, hrál i za OL Marseille, Deportivo, Atlético Celaya a Karlsruher SC, kde v roce 1998 ukončil kariéru. V letech 1992–1995 se vrátil do Realu.

## Reprezentační kariéra
V letech 1987–1992 odehrál 38 zápasů za španělskou reprezentaci.
Hrál na Mistrovství Evropy ve fotbale 1988 a Mistrovství světa ve fotbale 1990.
V roce 1991 vstřelil gól v přátelském zápase proti Uruguayi.

## Trenérská kariéra
V roce 2018 trénoval Extremaduru UD.